# 君から目を離せない
「君から目を離せない」（きみからめをはなせない）はBEREEVEの1枚目のシングル。1994年2月2日にポニーキャニオンからリリースされた。

## 解説
デビュー曲。フジテレビ系『MJ -MUSIC JOURNAL-』エンディングテーマで、同番組のCMではサビの歌詞を番組に沿って一部変えたものを流していた。

## 制作
本楽曲を歌うことになったきっかけは、同番組スタッフが制作した曲を、月光恵亮プロデュースにより冴木裕志が作詞、石川寛門が作曲を補作して完成させた経緯となっている。

## 収録曲
全編曲：鷹羽仁
1. 君から目を離せない
作詞：冴木裕志・井辺清　作曲：石川寛門・安藤高弘
2. INNOCENT SKY
作詞：冴木裕志　作曲：石井直人
3. 君から目を離せない (inst.)

## レコーディング参加
- 関雅夫 - ベース
- 佐藤宣彦 - ディレクター